# Nitschja
Nitschja (russisch Ничья; häufig auch in Englisch Nichya) war ein aus Russland stammendes Singer-Songwriter-Duo bestehend aus Jelena Kiper und Oleg Borschtschewski.

## Geschichte
Jelena Kiper gehörte zum Team um Iwan Schapowalow, dem Manager des Gesangsduos t.A.T.u. Kiper beschränkte sich auf das Verfassen der Liedtexte zu Ja soschla s uma und Nas ne dogonjat, die später beide zu Nummer-eins-Hits in Russland und Osteuropa wurden. Nach dem Bruch von Schapowalow im Jahre 2001 sah Kiper ihre einzige Möglichkeit, weiter künstlerisch aktiv zu sein, in der Schaffung eines eigenen Gesangsprojektes.
Kiper hatte zuvor noch ein letztes Lied für t.A.T.u. geschrieben, das den Titel Ja Ne Glotaju trug. Nachdem Kiper im November 2001 mit Oleg Borschtschewski zusammengetroffen war, vollendeten sie das Lied und nahmen es gemeinsam auf. Es trug nun den Namen Nitschja (russ. Ничья; deutsch Niemandes). Dieser Titel wurde später als Name für das Duo ausgewählt.
Kiper und Borschtschewski wurden durch das Internet schnell berühmt und erreichten mit ihrer ersten Veröffentlichungen die Spitze der russischen Download-Charts. Kiper war in den 1990er Jahren Fernsehmoderatorin beim russischen Sender NTW gewesen und hatte außerdem durch ihre Arbeit für t.A.T.u. in Russland bereits eine gewisse Popularität erlangt. Im September 2003 erschien das Lied schließlich als CD-Single. Die russische Zweigfirma von Sony Music Entertainment, bei der Nitschja unter Vertrag standen, veröffentlichte auch ihre zweite Single Natschinai Menja (russ. Начинай меня; deutsch Fange mit mir an). Das Lied war diesmal von Borschtschewski geschrieben worden. Die ersten beiden Veröffentlichungen des Duos waren nicht sehr erfolgreich in Russland, weshalb Nitschja versuchten, auch im Westen mit ihren Liedern die Charts zu erreichen. Die erste Single Nichya wurde übersetzt und auf Englisch mit dem Titel Pain to Choose im Mai 2004 in Japan veröffentlicht, erreichte dort aber nicht die Hitparade.
Nach der Veröffentlichung ihres Debütalbums NAWSJEGDA! (russ. НАВСЕГДА!; deutsch Für immer!) am 30. August 2004 erschienen zwei weitere Singles, Nikomu, Nikogda (russ. Никому, Никогда; deutsch Für niemanden, niemals) und Nawsjegda. Das Album wurde am 11. Oktober 2004 auch in Polen veröffentlicht, erreichte aber nicht die nationalen Albumcharts. Ebenso verfehlte die am 1. Oktober 2004 in Polen veröffentlichte Single Nikomu, Nikogda den Charteinstieg in die polnischen Charts, womit der Versuch, auf dem polnischen Musikmarkt Fuß zu fassen, gescheitert war. In Russland wurden insgesamt zehn Singles zwischen 2003 und 2006 aus dem Album ausgekoppelt, von denen drei in die Top 100 der russischen Charts einstiegen.
Nach dem Erfolg des Debütalbums unterzeichnete das Duo einen Vertrag mit Sony BMG. In den kommenden zehn Jahren sollten zwei weitere Alben veröffentlicht werden. Im September 2006 erschien das neue Lied Umiraet zlo als Soundtrack für den Film Glubina. Ein zweites Album unter dem Titel Pora sollte 2007 erscheinen, und sowohl einige Lieder von NAWSJEGDA! als auch einige neue Lieder beinhalten. Doch noch vor dem angekündigten Erscheinungstermin trennte sich das Duo. Auf dem offiziellen Myspace-Kanal wurden am 10. Januar 2007 noch vier Demoaufnahmen hochgeladen.

## Diskografie

### Alben
- НАВСЕГДА! (2004) (Verkäufe: +60.000)[1]
- НАВСЕГДА! (2005) (Re-Release mit DVD)

### Singles
| Jahr | Titel                             | Höchstplatzierung, Gesamtwochen, AuszeichnungChartsChartplatzierungen (Jahr, Titel, Platzierungen, Wochen, Auszeichnungen, Anmerkungen) | Anmerkungen                                            |
| Jahr | Titel                             | RU | Anmerkungen                                            |
| ---- | --------------------------------- | --- | ------------------------------------------------------ |
| 2003 | Ничья                             | — | Erstveröffentlichung: September 2003                   |
| 2003 | Начинай меня                      | RU65 (… Wo.)RU | Erstveröffentlichung: 4. August 2003 Verkäufe: +10.000 |
| 2004 | Pain to Choose                    | — |                                                        |
| 2004 | Никому. Никогда                   | RU21 (9 Wo.)RU | Erstveröffentlichung: 29. März 2004                    |
| 2004 | Навсегда                          | RU48 (11 Wo.)RU | Erstveröffentlichung: 17. August 2004                  |
| 2005 | Навсегда (New Radio Edit)         | RU221 (6 Wo.)RU | Erstveröffentlichung: 1. März 2005                     |
| 2005 | Ничья                             | RU272 (5 Wo.)RU | Erstveröffentlichung: 23. März 2005                    |
| 2005 | Можно любить (Rock Version)       | RU255 (5 Wo.)RU | Erstveröffentlichung: 25. Mai 2005                     |
| 2005 | Пора (Ангел в пути)               | RU194 (7 Wo.)RU | Erstveröffentlichung: 26. Dezember 2005                |
| 2006 | Один:один                         | RU130 (7 Wo.)RU | Erstveröffentlichung: 18. Mai 2006                     |
| 2006 | Можно любить (Rock Radio Version) | RU279 (6 Wo.)RU | Erstveröffentlichung: 27. Oktober 2006                 |